# Henry Howard, XXII conte di Arundel
Henry Frederick Howard, XXII conte di Arundel, conte di Norfolk (15 agosto 1608 – Arundel, 17 aprile 1652), è stato un nobile inglese.

## Biografia

### I primi anni
Era il secondogenito di Thomas Howard, XXI conte di Arundel, e di sua moglie, Lady Alethea Talbot, poi XIII baronessa Furnivall.
Venne battezzato a Woodstock Palace e la regina Anna fu la sua madrina. Al suo battesimo erano presenti anche il principe Enrico e la principessa Elisabetta.
Dopo la morte del padre nel 1646 egli divenne conte di Arundel e capo della famiglia Howard.

### Carriera
Prima di ascendere alla parìa, lord Arundel fu deputato per Arundel nel parlamento inglese (1628-1629 e poi nel 1640).
Egli rappresentò Callan nel parlamento irlandese (1634). Egli avrebbe dovuto ereditare anche il titolo di Barone Furnivall per via della madre ma, dal momento che premorì a questa, il titolo passò poi al suo figlio primogenito Thomas.

### Morte
Morì il 17 aprile, 1652, a 43 anni, a Arundel House. Fu sepolto ad Arundel Castle.

## Matrimonio
Sposò, il 7 marzo 1626, Lady Elizabeth Stewart, figlia di Esmé Stewart, III duca di Lennox. Ebbero dodici figli:
- Thomas Howard, V duca di Norfolk (1627–1677);
- Henry Howard, VI duca di Norfolk (1628–1684);
- Lord Philip (1629–1694);
- Lord Charles (1630–1713), sposò Mary Tattershall, ebbero un figlio;
- Lady Anne (1632-?);
- Lady Catherine (1634-1655);
- Lord Talbot (1636-?);
- Lord Edward (1637-1691);
- Lord Francis (1640-1722);
- Lord Bernard (1641–1717), sposò Catherine Tattershall, ebbero un figlio;
- Lord Esmé (1645–1728);
- Lady Elizabeth (1651-1705);
- Lord John (1652-1711).

## Ascendenza
|                                                           |                                       |                                       | Genitori                             |  |  | Nonni |  |  | Bisnonni                          |  |  | Trisnonni                         |  |
|                                                           |                                       |                                       |                                      |  |  |       |  |  | Thomas Howard, IV duca di Norfolk |  |  | Henry Howard, III conte di Surrey |  |
|                                                           |                                       |                                       |                                      |  |  |       |  |  | Thomas Howard, IV duca di Norfolk |  |  | Henry Howard, III conte di Surrey |  |
|                                                           |                                       | Frances de Vere                       |                                      |  |  |       |  |  | Thomas Howard, IV duca di Norfolk |  |  |                                   |  |
| Philip Howard, XX conte di Arundel                        |                                       |                                       |                                      |  |  |       |  |  | Thomas Howard, IV duca di Norfolk |  |  |                                   |  |
|                                                           |                                       | Mary FitzAlan                         | Henry FitzAlan, XIX conte di Arundel |  |  |       |  |  |                                   |  |  |                                   |  |
|                                                           |                                       | Mary FitzAlan                         | Henry FitzAlan, XIX conte di Arundel |  |  |       |  |  |                                   |  |  |                                   |  |
|                                                           |                                       | Mary FitzAlan                         | Catherine Grey                       |  |  |       |  |  |                                   |  |  |                                   |  |
| Thomas Howard, XXI conte di Arundel e I conte di Norfolk  |                                       | Mary FitzAlan                         |                                      |  |  |       |  |  |                                   |  |  |                                   |  |
|                                                           |                                       | Thomas Dacre, IV barone Dacre         | William Dacre, III barone Dacre      |  |  |       |  |  |                                   |  |  |                                   |  |
|                                                           |                                       | Thomas Dacre, IV barone Dacre         | William Dacre, III barone Dacre      |  |  |       |  |  |                                   |  |  |                                   |  |
|                                                           |                                       | Thomas Dacre, IV barone Dacre         | Elizabeth Talbot                     |  |  |       |  |  |                                   |  |  |                                   |  |
| Anne Dacre                                                |                                       | Thomas Dacre, IV barone Dacre         |                                      |  |  |       |  |  |                                   |  |  |                                   |  |
|                                                           |                                       | Elizabeth Leyburne                    | James Leyburn                        |  |  |       |  |  |                                   |  |  |                                   |  |
|                                                           |                                       | Elizabeth Leyburne                    | James Leyburn                        |  |  |       |  |  |                                   |  |  |                                   |  |
|                                                           |                                       | Elizabeth Leyburne                    | Ellen Preston                        |  |  |       |  |  |                                   |  |  |                                   |  |
| Henry Howard, XXII conte di Arundel e II conte di Norfolk |                                       | Elizabeth Leyburne                    |                                      |  |  |       |  |  |                                   |  |  |                                   |  |
|                                                           | George Talbot, VI conte di Shrewsbury | Francis Talbot, V conte di Shrewsbury |                                      |  |  |       |  |  |                                   |  |  |                                   |  |
|                                                           | George Talbot, VI conte di Shrewsbury | Francis Talbot, V conte di Shrewsbury |                                      |  |  |       |  |  |                                   |  |  |                                   |  |
|                                                           | George Talbot, VI conte di Shrewsbury | Mary Dacre                            |                                      |  |  |       |  |  |                                   |  |  |                                   |  |
| Gilbert Talbot, VII conte di Shrewsbury                   | George Talbot, VI conte di Shrewsbury |                                       |                                      |  |  |       |  |  |                                   |  |  |                                   |  |
|                                                           |                                       | Gertrude Manners                      | Thomas Manners, I conte di Rutland   |  |  |       |  |  |                                   |  |  |                                   |  |
|                                                           |                                       | Gertrude Manners                      | Thomas Manners, I conte di Rutland   |  |  |       |  |  |                                   |  |  |                                   |  |
|                                                           |                                       | Gertrude Manners                      | Elanor Paston                        |  |  |       |  |  |                                   |  |  |                                   |  |
| Alethea Talbot                                            |                                       | Gertrude Manners                      |                                      |  |  |       |  |  |                                   |  |  |                                   |  |
|                                                           |                                       | William Cavendish                     | Thomas Cavendish                     |  |  |       |  |  |                                   |  |  |                                   |  |
|                                                           |                                       | William Cavendish                     | Thomas Cavendish                     |  |  |       |  |  |                                   |  |  |                                   |  |
|                                                           |                                       | William Cavendish                     | Alice Smith                          |  |  |       |  |  |                                   |  |  |                                   |  |
| Mary Cavendish                                            |                                       | William Cavendish                     |                                      |  |  |       |  |  |                                   |  |  |                                   |  |
|                                                           |                                       | Bess Hardwick                         | John Hardwick                        |  |  |       |  |  |                                   |  |  |                                   |  |
|                                                           |                                       | Bess Hardwick                         | John Hardwick                        |  |  |       |  |  |                                   |  |  |                                   |  |
|                                                           |                                       | Bess Hardwick                         | Elizabeth Leake                      |  |  |       |  |  |                                   |  |  |                                   |  |
|                                                           |                                       | Bess Hardwick                         |                                      |  |  |       |  |  |                                   |  |  |                                   |  |